# دانشگاه ممفیس
دانشگاه ممفیس (به انگلیسی: University of Memphis) بزرگ‌ترین دانشگاه شهر ممفیس از ایالت تنسی است.
این دانشگاه تیم بسکتبال پر آوازه‌ای دارد.

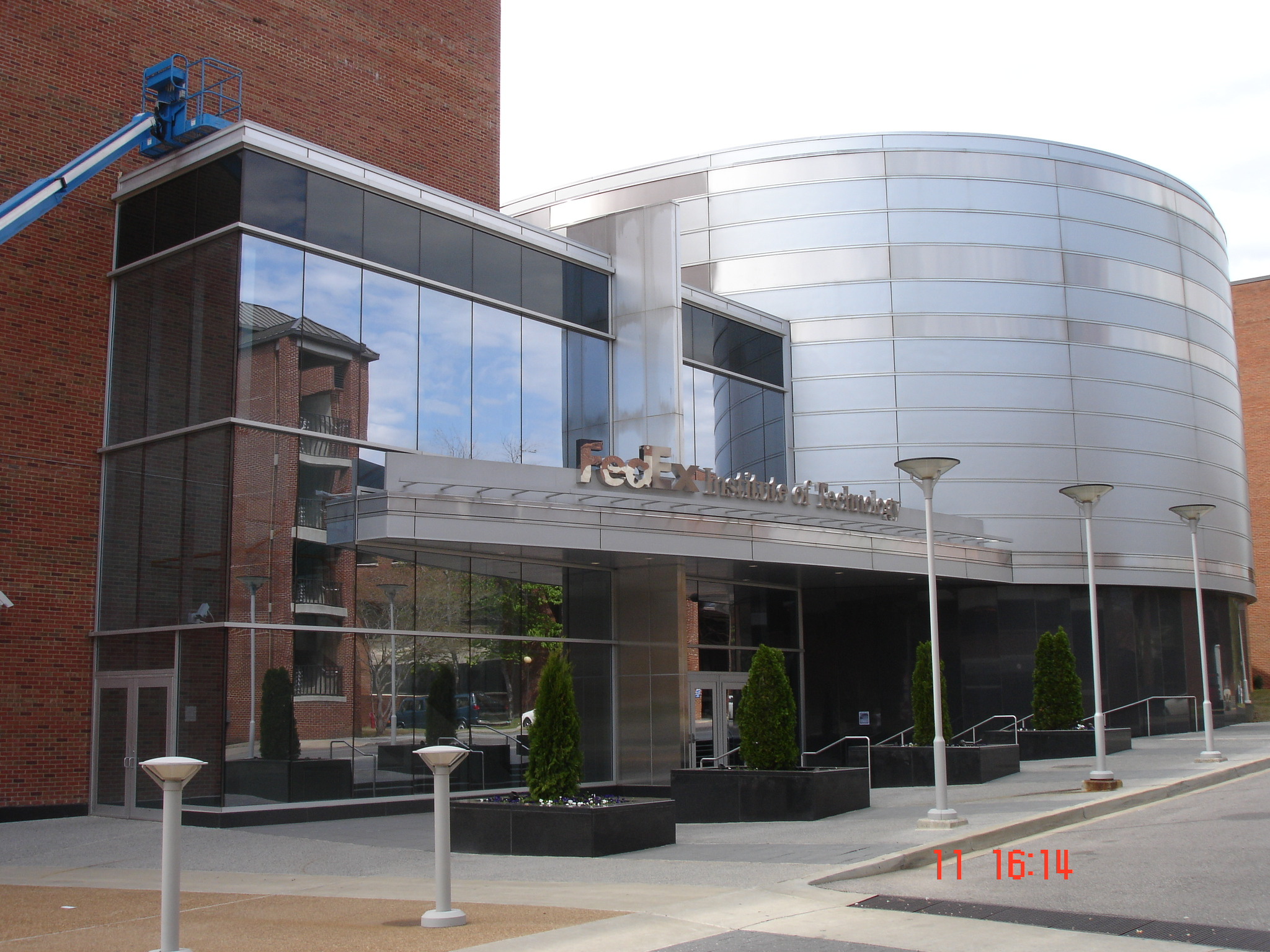

## نگارخانه

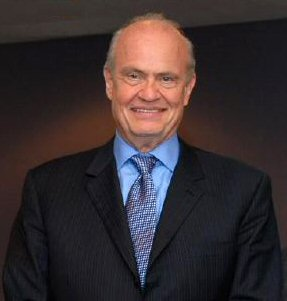
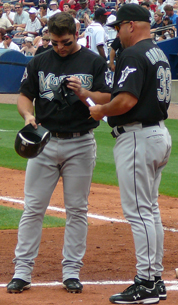
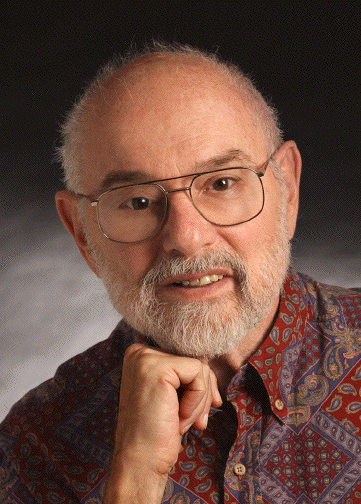